# Maykel Montiel
Maykel Montiel (sinh ngày 27 tháng 1 năm 1990) là một cầu thủ bóng đá người Nicaragua thi đấu cho UNAN Managua.